# Чад Дірінг
Чад Дірінг (англ. Chad Deering, нар. 2 вересня 1970, Ґарланд) — американський футболіст, що грав на позиції півзахисника.

## Клубна кар'єра
Народився 2 вересня 1970 року в місті Ґарланд. Виріс в передмісті Далласа — Плейно. Там же почав займатися футболом і закінчив Plano Senior High School. Після закінчення школи грав у чемпіонаті NCAA за команду Індіанського університету «Індіана Хузіерз».
У 1990 році підписав контракт із бременським «Вердером». Провів три роки в резервній команді і, не отримавши шансу проявити себе в першій команді, перейшов в «Шальке 04». У Гельзенкірхені зміг пробитися до основної команди, провівши шість ігор в Бундеслізі, втім закріпитись не зумів..
У 1994 році сезон провів у норвезькому «Русенборзі», після чого повернувся до Німеччини, підписавши контракт з клубом Регіоналліги «Кікерс» (Емден) Провів за нього півтора сезони, а потім перейшов у «Вольфсбург», разом з яким вийшов у Бундеслігу, зігравши там 15 матчів у сезоні 1997/98.
У 1998 році Дірінг висловив зацікавленість у поверненні до США, щоб грати в Major League Soccer (MLS). Згодом він підписав з лігою контракт, і 2 липня 1998 року MLS видав розподільний ордер на гравця клубу «Даллас Берн», де він був основним гравцем протягом наступних семи років, зігравши 163 матчі у регулярному чемпіонаті, в яких забив 16 голів.
У 2004 році виступав за команду з шоуболу «Даллас Сайдкікс». У тому ж році виступав за команду Професійної ліги розвитку «Даллас-Форт-Ворт Торнадос» .
30 грудня 2004 року перейшов у команду прем'єр-дивізіону Об'єднаних футбольних ліг (USL) «Чарлстон Беттері». 16 березня 2005 року оголосив про завершення своєї кар'єри, так і не зігравши за команду жодного матчу.

## Виступи за збірну
Грав за юнацьку збірну США до 17 років. У 1987 року поїхав у її складі на юнацький чемпіонат світу у Канаді, на якому забив гол у гру проти однолітків з Південної Кореї, втім американці програли 2:4 і не вийшли з групи.
18 грудня 1993 року дебютував в офіційних іграх у складі національної збірної США в товариському матчі з Мексикою (1:1).
У складі збірної був учасником чемпіонату світу 1998 року у Франції, де зіграв лише у зустрічі проти Німеччини (0:2)
Зіграв свою останню гру у збірній у 2000 році проти Коста-Рики (0:0). Всього протягом кар'єри у національній команді, яка тривала 9 років, провів у формі головної команди країни 18 матчів, забивши 1 гол (14 березня 1998 року у ворота Парагваю).